# Rr (digráf)
Az Rr, rr egy digráf, amely bizonyos latin betűs nyelvekben különböző, az r-hez közel álló beszédhangokat jelöl, és az ábécében különálló betűként tartják számon.

## Hangértéke

### Az albánban
- Az albán nyelvben a veláris („kemény”) r hangot jelöli, amelynek megkülönböztető értéke van a rendes r-rel szemben.